# Daniele Salera
Daniele Salera (Roma, 23 de julho de 1970) é um clérigo italiano e bispo católico romano de Ivrea.

## Vida
Daniele Salera formou-se inicialmente em sociologia pela Universidade La Sapienza de Roma. Salera ingressou então no Pontifício Seminário Romano. Estudou filosofia e teologia católica na Pontifícia Universidade Gregoriana.   Em 21 de abril de 2002, Salera recebeu o sacramento da ordenação para a diocese de Roma do Papa João Paulo II na Basílica de São Pedro. Após estudos adicionais, obteve a licenciatura em teologia espiritual na Pontifícia Universidade Gregoriana. Também completou um curso para instrutores de seminários no Istituto Superiore per Formatori (ISFO) .
Salera trabalhou primeiro como vigário paroquial da paróquia de Santa Maria Madre del Redentore a Tor Bella Monaca (2002-2008) e como professor religioso (2003-2008) antes de se tornar funcionário do departamento catequético da diocese de Roma e instrutor no Pontifício Seminário Romano. De 2014 a 2016 trabalhou como sub-regência no Pontifício Seminário Romano. A partir de 2016, Daniele Salera era pároco da paróquia de San Frumenzio ai Prati Fiscali e assistente eclesiástico da região Centro Urbis da Associazione Guide e Scouts Cattolici Italiani (AGESCI).
Em 27 de maio de 2022, o Papa Francisco o nomeou bispo titular de Tituli nos Proconsulares e bispo auxiliar em Roma. O Cardeal Vigário da Diocese de Roma, Angelo De Donatis, ordenou-o e aos bispos auxiliares Riccardo Lamba e Baldassare Reina, nomeados na mesma época, como bispos em 29 de junho do mesmo ano ; Os co-consagradores foram o Arcebispo Emérito de Agrigento , Cardeal Francesco Montenegro, e o Arcebispo de Siena-Colle di Val d'Elsa-Montalcino , Cardeal Augusto Paolo Lojudice. Daniele Salera escolheu o lema Obœdientia et pax (“Obediência e Paz”).
Em 16 de janeiro de 2024, foi nomeado pelo Papa Francisco, como Bispo da Diocese de Ivrea 